# Erquelinnes
Erquelinnes (valonă Erkelene) este o comună francofonă din regiunea Valonia din Belgia. Comuna Erquelinnes este formată din localitățile Erquelinnes, Bersillies-l'Abbaye, Grand-Reng, Hantes-Wihéries, Montignies-Saint-Christophe și Solre-sur-Sambre. Suprafața sa totală este de 44,23 km². La 1 ianuarie 2008 avea o populație totală de 9.607 locuitori. 
Comuna Erquelinnes se învecinează cu comunele belgiene Beaumont, Estinnes și Merbes-le-Château și cu comunele franceze Jeumont, Vieux-Reng, Cousolre, Bousignies-sur-Roc....

## Localități înfrățite
- Polonia: Żelazków;
- Franța: Jeumont.